# The Badlanders
The Badlanders é um filme estadunidense de 1958 do gênero western, dirigido por Delmer Daves. Com roteiro de Richard Collins que transpôs a história da novela The Asphalt Jungle, de W.R. Burnett, para o faroeste.

## Sinopse
Depois de cumprir pena injustamente por roubo de ouro, Peter "Holandês" Van Hoek sai do Presídio de Yuma em 1898 e volta para a cidade mineradora de Prescott, com um plano de roubar uma grande quantidade de pepitas de uma das minas. Na cidade, ele reencontra um conhecido da prisão, o rude John McBain, e o convida para o crime. McBain não quer saber de encrencas, mas como não consegue apoio na comunidade por ser ex-presidiário resolve se juntar ao Holandês. Os dois chamam um mexicano perito em explosivos e vão até um poço abandonado onde o Holandês sabe haver um rico e secreto veio de ouro.

## Elenco principal
- Alan Ladd ... Peter Van Hoek
- Ernest Borgnine ... John McBain
- Katy Jurado ... Anita
- Claire Kelly ... Ada Winton
- Kent Smith ... Cyril Lounsberry
- Nehemiah Persoff ... Vincente
- Robert Emhardt ... Sample
- Anthony Caruso ... "Comanche"
- Adam Williams ... Leslie
- Ford Rainey ... Guarda do presídio
- John Daheim ... Lee